# Quiina peruviana
Quiina peruviana är en tvåhjärtbladig växtart som beskrevs av Adolf Engler. Quiina peruviana ingår i släktet Quiina och familjen Ochnaceae. Inga underarter finns listade i Catalogue of Life.